# Герцог Калабрийский

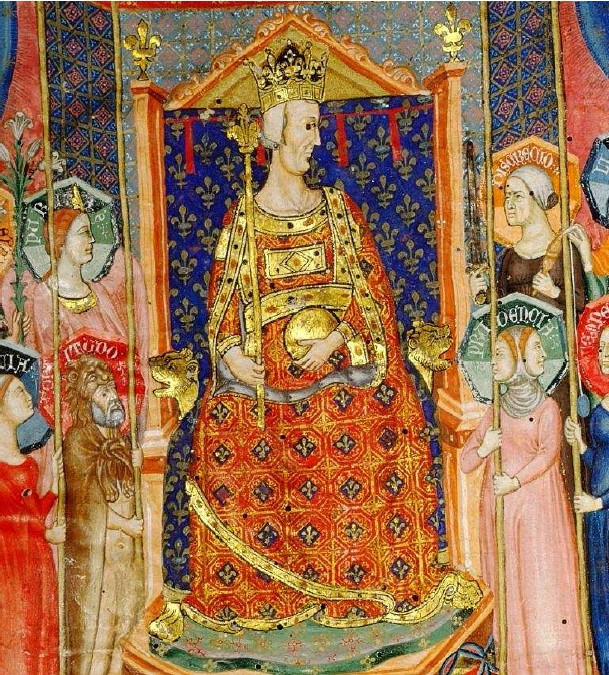
Первый герцог Калабрийский Роберт (1277—1343), будущий король Неаполитанский Роберт Мудрый (1309—1343)

Герцог Калабрийский (итал. Duca di Calabria) — традиционный титул наследника Неаполитанского королевства в Италии. Кроме того, этот титул носили некоторые европейские монархи и феодалы, претендовавшие на неаполитанский королевский престол.
В настоящее время на титул герцога Калабрийского претендуют принц Педро Бурбон-Сицилийский, герцог ди Калабрия (род. 1968), глава испанской ветви королевского дома Обеих Сицилий (с 2015 года), и принц Карло, герцог ди Кастро (род. 1963), глава итальянской линии королевского дома Обеих Сицилий.
В 2014 году в Неаполе был подписал акт примирения между двумя ветвями Бурбон-Сицилийского королевского дома, в котором они взаимно признали свои титулы. В результате этого соглашения титул герцога Калабрийского могли сохранять только представители испанской ветви дома.
14 мая 2016 года принц Педро Бурбон-Сицилийский, граф ди Казерта, нарушил это соглашение между двумя линиями Бурбон-Сицилийского королевского дома. Не имея детей мужского пола, принц Педро, в первые в истории Бурбон-Сицилийского дома, решил не признавать правила престолонаследования салического закона, согласно которому престол в первую очередь должны были наследовать мужские потомки династии. Граф ди Кастро ссылался на европейское право (Лиссабонский договор 2009 года), который запрещал дискриминацию между мужчинами и женщинами. Представители испанской линии Бурбон-Сицилийского дома оспорили это решение принца Педро как незаконное в соответствии с законом кодекса бывшего Королевства Обеих Сицилий .
На сегодняшний день ни одно суверенное государство не признаёт графа ди Кастро носителем титула принца Калабрийского. Итальянская республика на суде в Неаполе 8 мая 1961 года официально признала титул герцога ди Калабрия собственностью испанской ветви Бурбон-Сицилийского королевского дома. В 1984, 2012 и 2014 годах правительство Испанского королевства признавало титула герцога Калабрийского владением испанской линии Бурбон-Сицилийского королевского дома.

## Список герцогов Калабрийских

### Дом Анжу (старшая линия)
- 1297—1309 годы: Роберт Анжу-Сицилийский (1277—1343), король Неаполя (1309—1343), третий сын Карла II Анжу-Сицилийского, короля Неаполя в 1285—1309 годах, и Марии Венгерской.
- 1309—1328 годы: Карл Калабрийский (1298—1328), старший сын предыдущего от первого брака с инфантой Иоландой Арагонской
- 1333—1343 годы: Джованна (1326—1382), третья дочь предыдущего от второго брака с Марией де Валуа
- 1343—1345 годы: Андрей Венгерский (1327—1345), второй из выживших сыновей венгерского короля Карла I Роберта (1288—1342) и его четвёртой жены Елизаветы Польской (1305—1380), первый муж неаполитанской королевы Джованны I
- 1345—1348 годы: Карл Мартелл (1345—1348), единственный сын Андрея Венгерского и Джованны I.

### Дом Анжу (младшая линия)
- 1380—1382 годы: Людовик I Анжуйский (1339—1384), второй сын короля Франции Жана II Доброго и Бонны Люксембургской, граф Анжуйский, герцог Анжуйский, Мэнский и Туреньский, титулярный король Неаполитанский
- 1382—1426 годы: Людовик II Анжуйский (1377—1417), старший сын Людовика I Анжуйского и Марии Блуаской, герцог Анжуйский, граф Прованский и Мэнский, титулярный король Неаполитанский
- 1426—1434 годы: Людовик III Анжуйский (1403—1434), старший сын Людовика Анжуйского и Иоланды Арагонской, герцог Анжуйский, граф Прованский и Мэнский, титулярный король Неаполитанский
- 1434—1435 годы: Рене Добрый (1409—1480), второй сын Людовика Анжуйского и Иоланды Арагонской, герцог Анжуйский, граф Прованский и Мэнский, титулярный король Неаполитанский
- 1435—1470 годы: Жан II (1425—1470), герцог Лотарингский (1453—1470), старший сын предыдущего и Изабеллы Лотарингский
- 1470—1473 годы: Никола I (1448—1473), герцог Лотарингский (1470—1473), единственный сын Жана II (1425—1470), герцога Лотарингского (1453—1470), Калабрийского (1442—1470) и графа Барселонского (1466—1470), от брака с Марией де Бурбон (1428—1448), внук Рене I Доброго (1409—1480), герцога Барского, Лотарингского и Анжуйского, графа Прованского, титулярного короля Неаполитанского, Сицилийского и Арагонского.

### Арагонский дом
- 1458—1494 годы: Альфонс II Арагонский  (1448—1495), будущий король Неаполитанский (1494—1495), сын короля Неаполя Фердинанда I и Изабеллы Киарамонте
- 1494—1550 годы: Фердинанд Арагонский  (1488—1550), старший сын неаполитанского короля Федерико (1452—1504) и Изабеллы дель Бальцо
- 1501—1504 годы: Фердинанд II Арагонский  (1452—1516), король Арагона (1479—1516), Сицилии (1479—1516) и Неаполя (1503—1516), единственный сын короля Арагона Хуана II от второго брака с Хуаной Энрикес.

### Бурбон-Сицилийский дом
Титул наследника престола:
- 1747—1777 годы: инфант Фелипе  (1747—1777), старший сын короля Испании, Неаполя и Сицилии Карла III и Марии Амалии Саксонской, носил титул инфанта Испанского, принца Неаполитанского и Сицилийского, герцога Калабрийского
- 1777—1778 годы: Карл (англ., 1775—1778), старший сын короля Обеих Сицилий Фердинанда I и Марии-Каролины Австрийской
- 1816—1825 годы: Франциск  (1777—1830), второй сын короля Обеих Сицилий Фердинанда I и Марии-Каролины Австрийской, будущий король Обеих Сицилий (1825—1830)
- 1810—1830 годы: Фердинанд  (1810—1859), старший сын предыдущего от второго брака с Марией Изабеллой Испанской, будущий король Обеих Сицилий (1830—1859)
- 1836—1859 годы: Франциск  (1836—1894), единственный сын предыдущего от первого брака с Марией Кристиной Савойской, последний король Обеих Сицилий из династии Бурбонов (1859—1861)
- 1894—1934 годы: принц Альфонсо, граф Казерта  (1841—1934), третий сын Фердинанда II, короля Обеих Сицилий, от второго брака с Марией Терезией Австрийской. Он никогда не пользовался своим титулом.

Титул главы Бурбон-Сицилийского дома:
- 1934—1960 годы: принц Фердинандо Пий (1869—1960), глава Бурбон-Сицилийского Дома и претендент на королевский трон Обеих Сицилий (1934—1960), старший сын принца Альфонсо Бурбон-Сицилийского, графа Казерта (1841—1934) и принцессы Марии Антуанетты Бурбон-Сицилийская (1851—1938).

#### Испанская линия Бурбон-Сицилийского дома
- 1960—1964 годы: инфант Альфонсо (1901—1964), сын принца Карло Танкреди Бурбон-Сицилийского (1870—1949) и инфанты Марии де лас Мерседес Испанской, принцессы Астурийской
- 1964—2015 годы: инфант Карлос (1938—2015), единственный сын предыдущего и Алисии Бурбон-Пармской
- 2015 — настоящее время: принц Педро, граф ди Казерта (род. 1968), единственный сын предыдущего от первого брака с принцессой Анной Орлеанской.

#### Итальянская линия Бурбон-Сицилийского дома
- 1973—2008 годы: принц Карло, герцог де Кастро  (род. 1963), единственный сын принца Фердинанда (1926—2008) и графини Шанталь де Шеврон-Вилетт (1925—2005)
- 2016 — настоящее время: принцесса Мария Каролина, герцогиня Палермская (род. 2003), старшая дочь предыдущего и Камиллы Крочани (род. 1971).